# Manuel C. Lárraga
General Manuel C. Lárraga Orta fue un militar mexicano que participó en la Revolución Mexicana. Nació en el rancho La Labor, municipio de Tanlajás, San Luis Potosí, el 25 de diciembre de 1886. Sus padres fueron Jesús Larraga y Manuela Orta. Junto con su hermano Leopoldo poseyó tres de las principales fincas ganaderas de Tanlajás, San Luis Potosí. 
En 1902 estudió la preparatoria en el Instituto Científico y Literario de San Luis Potosí. Permaneció nueve meses en las reservas del general Bernardo Reyes, al término de los cuales recibió el grado de subteniente. Fue garrotero en los ferrocarriles, en el poblado de Cárdenas; posteriormente trabajó en su rancho hasta 1910; en ese año ingresó al Centro Antirreeleccionista de Ciudad Valles. 
Al estallar la Revolución, siguió a Francisco I. Madero. Tuvo activa participación revolucionaria; se alió a Pedro Antonio y a Samuel de los Santos y después a Gabriel Gavira. En marzo de 1913, fue acusado ante las autoridades estatales, por Jacobo Baldes, de estar implicado con José Rodríguez Cobo en un intento de levantamiento en Ciudad Valles y Villa Guerrero — hoy Tamuín—, donde estaban comprometidos además el ingeniero Manuel Urquidi y Román Zamora. 
En el mismo mes se sublevó en el poblado de Huehuetlán y tomó posesión de la cabecera del partido de Tancanhuitz, en apoyo al gobierno de Madero. Lárraga se unió con los cabecillas rebeldes, Melitón Salazar y los hermanos Hernández, todos ellos unidos contaban con una fuerza de 600 hombres que merodeaban por diversos lugares. Para esa época Larraga ostentaba el grado de coronel. 
Participó en el ataque a Tampamolón el 11 de junio de 1913, donde vencieron a la fracción huertista de la localidad. Colaboró con Pablo González en la toma de Tampico. En 1915 tuvo una participación fundamental en el triunfo carrancista en el sitio de Ébano, S.L.P.
Por orden de Carranza fue al estado de Morelos a combatir a los zapatistas en abril de 1916. Tuvo su cuartel de operaciones en Villa Guerrero, hoy Tamuín. En el año de 1917, recogió en El Consuelo, municipio de Tamuín, la famosa escultura huasteca llamada El Adolescente, que es una soberbia muestra del arte huasteco prehispánico, por estar totalmente grabada con signos y glifos que han estudiado los arqueólogos. Esta figura se la obsequió a su cuñado, el licenciado Blas Rodríguez, quien a la vez la vendió al Museo Nacional de México a través de Joaquín Meade. 
No llegó a ser gobernador, porque no apoyó sus pretensiones la autoridad máxima de S. L. P., que para entonces era el general Juan G. Barragán, que quería imponer como lo hizo al ingeniero Severiano Martínez, que resultó elegido. 
En 1920, no se adhirió al Plan de Agua Prieta. Se exilió en San Antonio, Texas, y regresó cuando Adolfo de la Huerta desconoció al gobierno de Álvaro Obregón; le ofreció a De la Huerta su apoyo en la Región Huasteca. 
En 1929 se levantó a favor de Vasconcelos. Después se fue a colaborar con el general Lázaro Cárdenas del Río al estado de Michoacán, donde era gobernador, pero al ocupar este la Secretaría de Guerra regresó a su rancho de San José del Tinto a trabajar. Ahí estuvo hasta 1935, año en que Cárdenas lanzó su candidatura para la Presidencia de México, colaborando con este en su campaña. Fue nombrado comandante de la aduana de Veracruz; después de la de Matamoros, Tamaulipas, Progreso, Yucatán, y Piedras Negras, Coahuila. 
Renunció a los cargos administrativos y se reintegró al Ejército, donde permaneció hasta su retiro en mayo de 1946. Fue partidario del licenciado Padilla en la contienda electoral con el licenciado Miguel Alemán; se le aprehendió por considerarlo rebelde, pero fue liberado por el general Gilberto R. Limón, secretario de La Defensa Nacional. Escribió sus memorias. Falleció el 19 de abril de 1961, y fue sepultado en Ciudad Valles.